# Iitti

Huy hiệu của Iitti

Iitti (tiếng Thụy Điển Itis) là một đô thị của Phần Lan.
Đô thị này nằm ở tỉnh Nam Hà Lan trong vùng Kymenlaakso. Đô thị này có dân số 7.321 (2003) và diện tích 685,08 km² trong đó có 97,10 km² là diện tích mặt nước. Mật độ dân số là 10,7 người trên mỗi km².
Dân đô thị này chỉ sử dụng tiếng Phần Lan

## Các làng của Iitti
Anttila, Haapakimola, Haapalahti, Isokylä, Jokue, Kalaksue, Kauramaa, Kausala (Kausansaari), Kirkonkylä, Koliseva, Konttila, Koskenniska, Kukonoja, Kuukso, Kuusanniemi, Kymentaka (Kymentausta), Kyrönkylä, Kyöperilä, Leppäniemi, Lyöttilä, Mankala, Maunuksela, Muikkula, Munakallio, Niinimäki, Nirvinen, Parikka, Perheniemi, Piilahti, Puolakka, Pyörylä, Radansuu, Ruokoniemi, Saaranen, Savijoki, Siikakoski, Sitikkala, Säkkilänmaa, Säyhtee, Sääskjärvi, Taasia, Tapola, Tillola, Vuolenkoski, Väärtti.